# PEC-Korrektur
Als Periodic Error Correction bezeichnet man die Fähigkeit einer Steuerung, den herstellungsbedingten Fehler eines Schneckengetriebes ausgleichen zu können. Dies wird z. B. bei für die Astrofotografie verwendeten Teleskopen eingesetzt, wenn diese auf einer Parallaktische Montierung montiert sind. Die Wiederholung des Schneckenfehlers hat eine relativ kurze Periode (typisch im Bereich von 10 bis 15 Minuten).

## Funktionsweise

### Beschreibung
Um Astrofotografie betreiben zu können, ist es notwendig, die meist sehr lichtschwachen Objekte möglichst lange belichten zu können. Dazu muss bei den verwendeten Teleskopen der Stundenwinkel (Rektaszension, engl. 'Right Ascension', Abkürzung 'RA') nachgeführt werden, um die Erdrotation auszugleichen. 
Wegen der benötigten hohen Übersetzung (eine Umdrehung in RA dauert 24 Stunden) wird dazu meist ein Schneckengetriebe eingesetzt. 
Die Fertigungstoleranzen der Schnecke führen jedoch dazu, dass der Stundenwinkel nicht immer exakt nachgeführt werden kann. Die Folge ist, dass die Montierung vor- bzw. nachläuft. Dies verzerrt die abgebildeten Sterne von Punkten zu Strichen.

### Kalibrierung
Vor der Benutzung muss eine PEC auf der jeweiligen Montierung kalibriert werden. Dazu wird die Montierung des Teleskops exakt ausgerichtet („eingescheinert“). Nun muss bei eingeschalteter RA-Nachführung für eine komplette Umdrehung des Schneckenrades die Position eines Sternes mittels der Steuerung manuell unter Einsatz eines Fadenkreuzokulars korrigiert werden. Die Korrekturwerte werden während des Trainings von der Steuerung erfasst und gespeichert. Die Kalibrierung bleibt erhalten, solange die Position des Schneckenrades gegenüber dem Antrieb nicht verändert wird.

## Einschätzung der Leistungsfähigkeit
- Man kann eine PEC einsetzen, um den periodischen Fehler eines Schneckentriebs auf ein akzeptables Maß zu reduzieren, trotzdem kann man damit kein exakt gefertigtes Schneckenrad ersetzen. Wird eine erhöhte Präzision bei der Nachführung benötigt, wird man langfristig nicht um den Austausch des Triebs oder die Anschaffung einer exakteren Montierung herumkommen.
- Eine PEC korrigiert nur den periodischen Fehler des Schneckentriebs. Toleranzen des angetriebenen Zahnrades und weitere Fehlerquellen können nicht kompensiert werden.
- Die Genauigkeit der PEC hängt von einem möglichst exakten Training ab (u. a. auch von der Anzahl der Messdaten, die die Steuerung zu speichern in der Lage ist, und der Vergrößerung des eingesetzten Fadenkreuzokulars).
- In den meisten Steuerungen ist die Leistung der eingesetzten Prozessoren nicht sehr hoch. Dies hat zur Folge, dass die PEC einen hohen Prozentsatz der zur Verfügung stehenden Prozessorleistung auf Kosten anderer Funktionen der Steuerung belegt.
- Die Daten der PEC werden unbenutzbar, sobald die während des Trainings bestehende Positionierung des Motors zu dem Getriebe verändert wird. 'Verliert' der Schrittmotor Schritte (z. B. wenn er bei Überlast durchrutscht oder die Klemmung gelöst wird), muss die PEC jedes Mal neu trainiert werden.